# Бак регулюючий

Бак регулюючий типу БР-3 (рис.) служить для розподілу суспензії заданої густини на два регульованих потоки. Змішувальні камери 1 і 2 призначені для прийому робочої суспензії, яка подається насосами по нагнітальних трубопроводах.
Гідродинамічний напір гаситься за допомогою гасників 4, що встановлені над змішувальними камерами. Суспензія через перегородки 1 і 7 потрапляє у проміжну камеру 10, а з неї через регульовану щілину в перегородці — у напірні камери 8 і 9. Щілина в перегородці між проміжною і напірною камерами регулюється шибером 11, який переміщується за допомогою гвинта 6 і маховика 5. Надлишкова суспензія через поріг, що складається із знімних планок 13, надходить у другу напірну камеру, з якої вона подається у напірне відділення змішувача. Опірні лапи служать для встановлення бака на рамі або майданчику.